# Valle de Valdelucio
Valle de Valdelucio ist eine nordspanische Landgemeinde (municipio) mit nur noch 330 Einwohnern (Stand: 2024) im Nordwesten der Provinz Burgos in der Autonomen Gemeinschaft Kastilien-León. Die Gemeinde besteht aus den Ortschaften Quintanas de Valdelucio, Barriolucio, Llanillo, Mundilla und Paúl. Der Verwaltungssitz befindet sich in Quintanas de Valdelucio. Hinzu kommen noch einige kleinere Weiler.

## Lage und Klima
Die Gemeinde Valle de Valdelucio liegt in der kastilischen Hochebene (meseta) zu Füßen einer kleinen Bergkette ca. 60 km (Fahrtstrecke) nordwestlich der Provinzhauptstadt Burgos in einer Höhe von ca. 950 m. Durch die Gemeinde verläuft ein Teilstück der Autovía A-73. 
Das Klima ist gemäßigt bis warm; Regen (ca. 634 mm/Jahr) fällt übers Jahr verteilt.

## Bevölkerungsentwicklung
| Jahr      | 1970 | 1981 | 1991 | 2001 | 2011 | 2021 |
| Einwohner | 822  | 482  | 432  | 357  | 361  | 339  |

## Sehenswürdigkeiten
- Iglesia de Santa Leocadia in Quintanas
- Iglesia de San Vicente in Mundilla
- Iglesia de Santa Eulalia in Pedrosa de Valdelucio

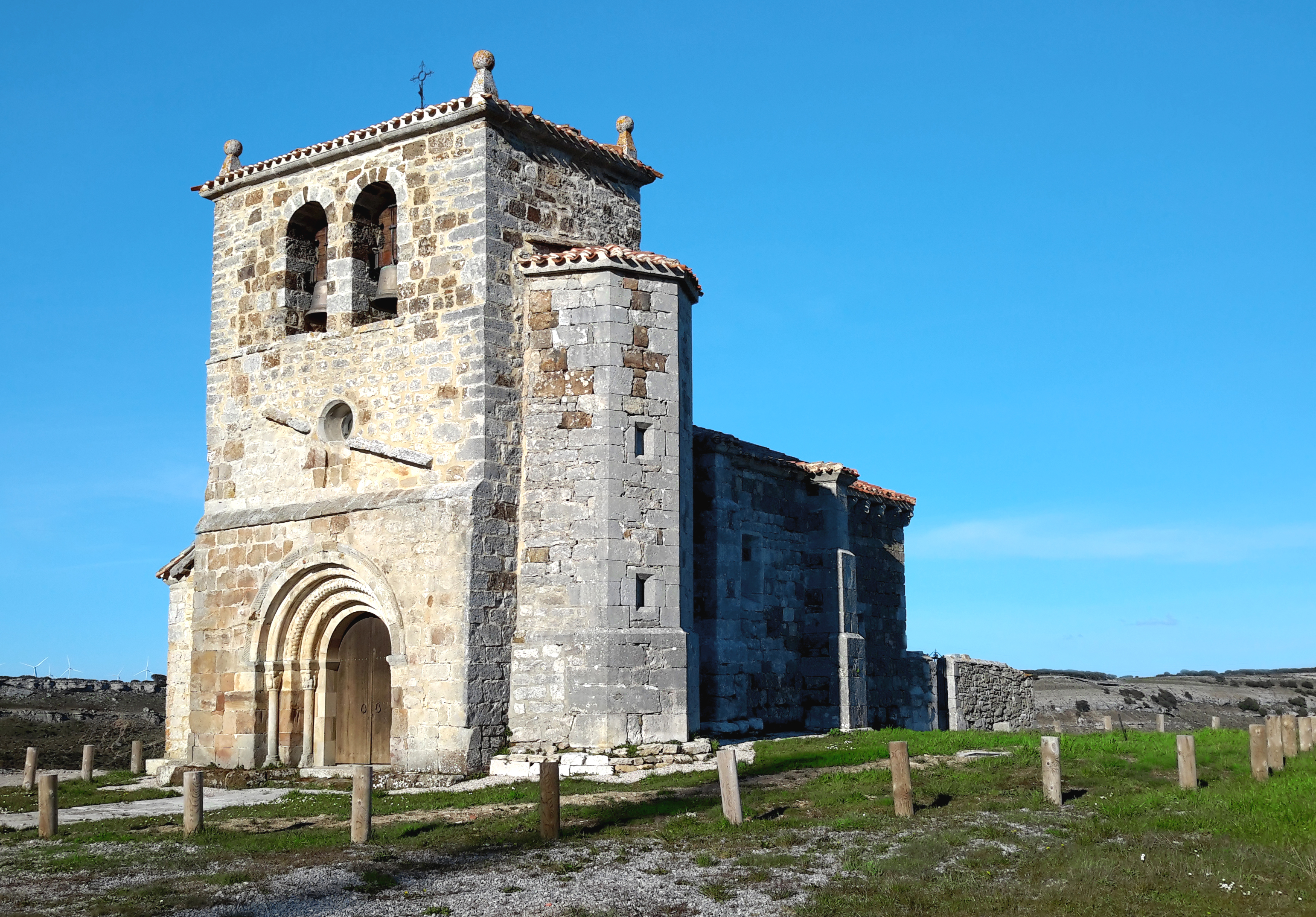
Iglesia de San Vicente
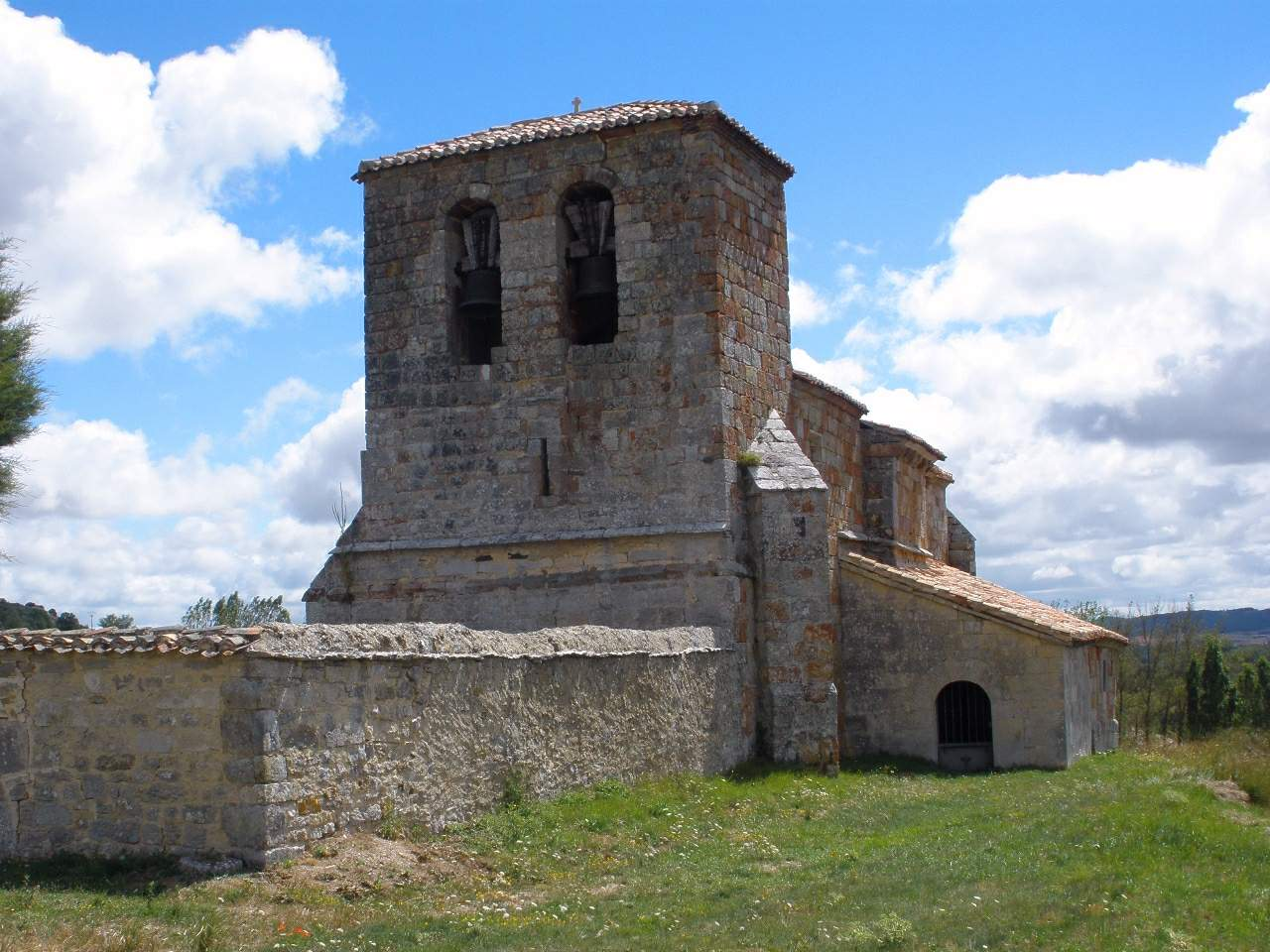
Iglesia de Santa Eulalia